# Azeb
Azeb (iz arabskega azeb - neporočen moški) je vojaški izraz, ki pomeni vojaka ali enoto lahke kopenske in mornariške pehote. Bizantinski, latinski in italijanski viri iz 14. do 16. stoletja so naziv azeb enačili z nazivoma pirat in pomorski pirat. V Egiptu je bil azeb skupina vojakov, ki je bila zadolžena za obrambo mesta.
V Osmanskem cesarstvu so bili azebi pred ustanovitvijo janičarjev lokostrelske enote. Razdeljeni so bili na pehotne in mornariške azebe. Sredi 16. stoletja so jih začeli uporabljati za obrambo trdnjav in jih začeli plačevati. Število azebov je bilo odvisno od pomembnosti trdnjave. Mornariški azebi so bili razdeljeni na pristaniške in pomorske azebe, odvisno od mesta službovanja.  Pomorski azebi so službovali na galejah, poveljniških ladjah, vlekih, artilerijskih ladjah in ladjah za prevoz konj. Bili so tudi mornarji, stražarji in veslači. Med vojaškimi reformami sultana Mahmuda II. (1808–1839) so azebe razpustili.

## Vir
- Osmanli Web Site  Pridobljeno 31. marca 2011.